# 河南留学欧美预备学校旧址
河南留学欧美预备学校旧址是河南大學的早期建築遺址，位於河南省开封市的河南大学明伦校区内。此舊址占地面积近600亩，总建筑面积17579.46平方公尺。建築風格是典型的中国传统书院建筑布局。

## 建築佈局特色
河南大學近現代建築群是中國傳統書院的建築佈局風格，其「主体建筑居中，前门后堂，左右斋房」。除了傳統中式風格，河南大學早期建築也吸取西方建築特色，達到中西融合。比如擁有中国古代的大屋顶、斗拱的建築要素，並同時採用西方古典建筑柱式以及多种装饰手法等。
河南大學早期建築由大礼堂、六号楼、七号楼、南大门、东西十二斋房等16棟建築近現代建築，以及河南貢院組成。

## 建築列表
| 名称   | 图片                         | 建成年份       | 现时用途 | 备注                                                                                            |
| ------ | ---------------------------- | -------------- | -------- | ----------------------------------------------------------------------------------------------- |
| 大禮堂 | 河南大学大礼堂（1931年建造） | 1934年12月28日 | 大禮堂   | 占地面积3932平方米，总建筑面积4687平方米，分为上下两层，设2816个观众席。 2024年5月2日因火灾损毁 |
| 六號樓 |                              | 1919年         | 圖書館   | 六号楼又称“博文楼”，是河南大学第一座新式建筑，楼分三层，连同地下室共四层。                      |
| 七號樓 |                              | 1925年         |          | 又名博雅楼，建築風格為是中西合璧，擁有塔斯干式壁柱，以及古朴精致的塔状气楼。                    |
| 南大門 |                              | 1936年         |          | 南大门采用了传统的牌楼式构造。                                                                  |

## 事故
2024年5月2日23时20分许，正在修缮施工的大礼堂失火。此次事故虽未造成人员伤亡，但大礼堂损毁严重：屋顶已基本坍塌，建筑被烧至焦黑。